# Gabons flag
Gabons flag blev officielt taget i brug 9. august 1960, en uge før landets uafhængighed.
Farverne i flaget har følgende betydninger:
- Grønt står for landets skove. Tømmer udgør en vigtig del af landets økonomi.
- Gult står for solen.
- Blåt symboliserer at landet er en søfartsnation.

Gabon er en af de få tidligere franske kolonier som efter opnåelsen af uafhængighed ikke har valgt at bruge de panafrikanske farver i flaget.
| Flag | Spire Denne artikel om flag eller vexillologi er en spire som bør udbygges. Du er velkommen til at hjælpe Wikipedia ved at udvide den. |